# Верса (Горица)
Верса је насеље у Италији у округу Горица, региону Фурланија-Јулијска крајина.
Према процени из 2011. у насељу је живело 361 становника. Насеље се налази на надморској висини од 24 м.